# Ptolemaios XI. Alexandros II.
Ptolemaios XI. Alexandros II. (řecky Πτολεμαίος ΙΑ' Αλέξανδρος Β') byl egyptský faraon z dynastie Ptolemaiovců. Vládl pouze devatenáct dnů.

## Život a nástup na trůn
Ptolemaios XI. byl synem krále Ptolemaia X. Alexandra a jeho matkou byla buď Kleopatra V. Seléna nebo Bereníké III. Když roku 81 př. n. l. zemřel král Ptolemaios IX. Sótér II. aniž by zanechal legitimního dědice, nastoupila na trůn Bereníké III. jako královna a samovládkyně. O záležitosti v Egyptě se však zajímala stále vzrůstající římská moc a římský diktátor Lucius Cornelius Sulla chtěl v Egyptě prořímsky orientovaného krále a poslal mladého syna Ptolemaia X., který pobýval v Římě a svou jasnou intervenci do egyptských záležitostí ospravedlňoval naplňováním závěti Ptolemaia X. Alexandra.
Po necelém roce samostatné vlády byla nakonec Bereníké III. donucena se svatbě s Ptolemaiem XI., který byl jejím nevlastním synem, a možná dokonce i vlastním synem (antické zdroje se nevyjadřují zcela jasně). Manželství však trvalo pouze devatenáct dnů, po kterých dal král Bereníké III. zavraždit. Královna však byla mezi lidem velmi oblíbená a tento čin Alexandrijský lid velmi pobouřil a Ptolemaia XI. Alexandra II. dav lidí roku 80 zabil. Na uprázdněný trůn Ptolemaios XII. Neos Dionýsos